# Copa da Colômbia de Futebol de 2021
A Copa BetPlay de 2021, também conhecida oficialmente e por motivos de patrocínio como Copa BetPlay DIMAYOR 2021, foi a 18.ª edição da Copa da Colômbia, competição colombiana de futebol organizada pela "División Mayor del Fútbol Colombiano" (DIMAYOR). O torneio foi disputado pelos 36 times afiliados à DIMAYOR: primeira e segunda divisão do futebol profissional na Colômbia. Começou em 10 de março de 2021 com os jogos de ida da primeira fase e foi concluído em 24 de novembro de 2021 com o jogo de volta da final. O campeão do certame qualificou-se para a Taça Libertadores de 2022.

## Regulamento

### Sistema de disputa
A Copa foi disputada por 36 (trinta e seis) clubes e teve 7 (sete) fases no sistema "mata-mata", em jogos de ida e volta até ser apurado o campeão. As fases I e II contaram com a participação apenas dos 16 (dezesseis) times do Torneo BetPlay DIMAYOR I–2021 (segunda divisão). Os quatro sobreviventes após as duas fases iniciais qualificaram-se para a fase III, onde se juntam aos 12 (doze) times da Liga BetPlay I DIMAYOR–2021 (primeira divisão) que não classificaram para as competições da CONMEBOL na temporada de 2021. Finalmente, os oito times vencedores da fase III receberam os oitos times participantes dos torneios da CONMEBOL de 2021 (Taça Libertadores de 2021 e Copa Sul-Americana de 2021), que entraram na competição a partir das oitavas de final.

## Calendário
O calendário de cada fase incluía as seguintes datas:
| Fase             | Jogo(s) de ida         | Jogo(s) de volta       |
| ---------------- | ---------------------- | ---------------------- |
| Primeira fase    | 10 de março de 2021    | 17 de março de 2021    |
| Segunda fase     | 14 de abril de 2021    | 21 de abril de 2021    |
| Terceira fase    | 28 de julho de 2021    | 4 de agosto de 2021    |
| Oitavas de final | 25 de agosto de 2021   | 1º de setembro de 2021 |
| Quartas de final | 8 de setembro de 2021  | 15 de setembro de 2021 |
| Semifinais       | 6 de outubro de 2021   | 20 de outubro de 2021  |
| Final            | 10 de novembro de 2021 | 24 de novembro de 2021 |

## Primeira fase
| Chave | Equipe 1       | Total | Equipe 2         | Jogo 1 | Jogo 2 |
| ----- | -------------- | ----- | ---------------- | ------ | ------ |
| A     | Real Cartagena | 5–3   | Atlético Huila   | 2–1    | 3–2    |
| B     | Real Santander | 3–2   | Cortuluá         | 1–1    | 2–1    |
| C     | Barranquilla   | 2–1   | Deportes Quindío | 1–1    | 1–0    |
| D     | Boca Juniors   | 2–1   | Unión Magdalena  | 1–0    | 1–1    |
| E     | Orsomarso      | 0–1   | Valledupar       | 0–0    | 0–1    |
| F     | Tigres         | 2–1   | Bogotá           | 0–1    | 2–0    |
| G     | Fortaleza      | 1–2   | Leones           | 0–0    | 1–2    |
| H     | Atlético       | 0–4   | Llaneros         | 0–0    | 0–4    |

### Chave A
| 10 de março de 2021 | Real Cartagena | 2 – 1     | Atlético Huila |  |
|                     |                | relatório |                |  |

| 17 de março de 2021 | Atlético Huila | 2 – 3 | Real Cartagena |  |  |
|                     |                |       |                |  |  |

### Chave B
| 10 de março de 2021 | Real Santander | 1 – 1 | Cortuluá |  |  |
|                     |                |       |          |  |  |

| 17 de março de 2021 | Cortuluá | 1 – 2 | Real Santander |  |  |
|                     |          |       |                |  |  |

### Chave C
| 10 de março de 2021 | Barranquilla | 1 – 1 | Deportes Quindío |  |  |
|                     |              |       |                  |  |  |

| 17 de março de 2021 | Deportes Quindío | 0 – 1 | Barranquilla |  |  |
|                     |                  |       |              |  |  |

### Chave D
| 10 de março de 2021 | Boca Juniors | 1 – 0 | Unión Magdalena |  |  |
|                     |              |       |                 |  |  |

| 17 de março de 2021 | Unión Magdalena | 1 – 1 | Boca Juniors |  |  |
|                     |                 |       |              |  |  |

### Chave E
| 10 de março de 2021 | Orsomarso | 0 – 0 | Valledupar |  |  |
|                     |           |       |            |  |  |

| 17 de março de 2021 | Valledupar | 1 – 0 | Orsmoarso |  |  |
|                     |            |       |           |  |  |

### Chave F
| 10 de março de 2021 | Tigres | 0 – 1 | Bogotá |  |  |
|                     |        |       |        |  |  |

| 17 de março de 2021 | Bogotá | 0 – 2 | Tigres |  |  |
|                     |        |       |        |  |  |

### Chave G
| 10 de março de 2021 | Fortaleza | 0 – 0 | Leones |  |  |
|                     |           |       |        |  |  |

| 17 de março de 2021 | Leones | 2 – 1 | Fortaleza |  |  |
|                     |        |       |           |  |  |

### Chave H
| 10 de março de 2021 | Atlético de Cali | 0 – 0 | Llaneros |  |  |
|                     |                  |       |          |  |  |

| 17 de março de 2021 | Llaneros | 4 – 0 | Atlético de Cáli |  |  |
|                     |          |       |                  |  |  |

## Segunda fase
| Chave | Equipe 1   | Total | Equipe 2       | Jogo 1 | Jogo 2 |
| ----- | ---------- | ----- | -------------- | ------ | ------ |
| I     | Llaneros   | 1–0   | Real Cartagena | 0–0    | 1–0    |
| J     | Leones     | 1–5   | Real Santander | 1–3    | 0–2    |
| L     | Tigres     | 1–4   | Barranquilla   | 1–1    | 0–3    |
| M     | Valledupar | 3–4   | Boca Juniors   | 2–0    | 1–4    |

### Chave I
| 14 de abril de 2021 | Llaneros | 0 – 0     | Real Cartagena |  |
|                     |          | relatório |                |  |

| 21 de abril de 2021 | Real Cartagena | 0 – 1 | Llaneros |  |  |
|                     |                |       |          |  |  |

### Chave J
| 14 de abril de 2021 | Leones    | 1 – 3     | Real Santander                      | Itagüí                                                          |  |
|                     | Rivas 34' | Relatório | Ascanio 18', 23' · Uribe 37' (pen.) | Estádio: Metropolitano Ciudad de Itagüí Árbitro: Yahir Cárdenas |  |

| 21 de abril de 2021 | Real Santander | 2 – 0 | Leones |  |  |
|                     |                |       |        |  |  |

### Chave L
| 14 de abril de 2021 | Tigres     | 1 – 1     | Barranquilla | Bogotá                                                 |  |
|                     | Guzmán 74' | Relatório | Cantillo 57' | Estádio: Metropolitano de Techo Árbitro: Héctor Rivera |  |

| 21 de abril de 2021 | Barranquilla | 3 – 0 | Tigres |  |  |
|                     |              |       |        |  |  |

### Chave M
| 14 de abril de 2021 | Valledupar              | 2 – 0     | Boca Juniors | Valledupar                                                |  |
|                     | Ramírez 82' · Muñoz 85' | Relatório |              | Estádio: Armando Maestre Pavajeau Árbitro: Keiner Jiménez |  |

| 21 de abril de 2021 | Boca Juniors | 4 – 1 | Valledupar |  |  |
|                     |              |       |            |  |  |

## Terceira fase
| Chave | Equipe 1               | Total       | Equipe 2       | Jogo 1 | Jogo 2 |
| ----- | ---------------------- | ----------- | -------------- | ------ | ------ |
| 1     | Boyacá Chicó           | 3–4         | Llaneros       | 1−2    | 2–2    |
| 2     | Patriotas Boyacá       | 3–3 (5−4 p) | Real Santander | 1–0    | 2–3    |
| 3     | Jaguares de Córdoba    | 3–2         | Barranquilla   | 3–0    | 0–2    |
| 4     | Deportivo Pereira      | 2–0         | Boca Juniors   | 1–0    | 1–0    |
| 5     | Alianza Petrolera      | 2–1         | Millonarios    | 1–0    | 1–1    |
| 6     | Independiente Medellín | 4–2         | Once Caldas    | 1–1    | 3–1    |
| 7     | Atlético Bucaramanga   | 3–2         | Envigado       | 1–1    | 2–1    |

### Chave 1
| 28 de julho de 2021 | Boyacá Chicó | 1 – 2 | Llaneros |  |  |
|                     |              |       |          |  |  |

| 4 de agosto de 2021 | Llaneros | 2 – 2 | Boyacá Chicó |  |  |
|                     |          |       |              |  |  |

### Chave 2
| 28 de julho de 2021 | Patriotas Boyacá | 1 – 0 | Real Santander |  |  |
|                     |                  |       |                |  |  |

| 4 de agosto de 2021 | Real Santander | 3 – 2 (4 − 5 pen.) | Patriotas Boyacá |  |  |
|                     |                |                    |                  |  |  |

### Chave 3
| 28 de julho de 2021 | Jaguares | 3 – 0 | Barranquilla |  |  |
|                     |          |       |              |  |  |

| 4 de agosto de 2021 | Barranquilla | 0 – 2 | Jaguares |  |  |
|                     |              |       |          |  |  |

### Chave 4
| 28 de julho de 2021 | Deportivo Pereira | 1 – 0 | Boca Juniors |  |  |
|                     |                   |       |              |  |  |

| 4 de agosto de 2021 | Boca Juniors | 0 – 1 | Deportivo Pereira |  |  |
|                     |              |       |                   |  |  |

### Chave 5
| 28 de julho de 2021 | Alianza Petrolera | 1 – 0 | Millonarios |  |  |
|                     |                   |       |             |  |  |

| 4 de agosto de 2021 | Millonarios | 1 – 1 | Alianza Petrolera |  |  |
|                     |             |       |                   |  |  |

### Chave 6
| 28 de julho de 2021 | Independiente Medellín | 1 – 1 | Once Caldas |  |  |
|                     |                        |       |             |  |  |

| 4 de agosto de 2021 | Once Caldas | 1 – 3 | Independiente Medellín |  |  |
|                     |             |       |                        |  |  |

### Chave 7
| 28 de julho de 2021 | Atlético Bucaramanga | 1 – 1 | Envigado |  |  |
|                     |                      |       |          |  |  |

| 4 de agosto de 2021 | Envigado | 1 – 2 | Atlético Bucaramanga |  |  |
|                     |          |       |                      |  |  |

## Oitavas de final
| Chave | Equipe 1               | Total       | Equipe 2               | Jogo 1 | Jogo 2 |
| ----- | ---------------------- | ----------- | ---------------------- | ------ | ------ |
| Q1    | La Equidad             | 1–0         | Llaneros               | 1–0    | 0–0    |
| Q2    | Atlético Nacional      | 4–2         | Patriotas Boyacá       | 3–0    | 1–2    |
| Q3    | América de Cali        | 1–1 (6−5 p) | Jaguares               | 0–0    | 1–1    |
| Q4    | Junior de Barranquilla | 4–5         | Deportivo Pereira      | 4−3    | 0–2    |
| Q5    | Deportivo Pasto        | 6–3         | Alianza Petrolera      | 3–1    | 3–2    |
| Q6    | Deportivo Cali         | 5–3         | Independiente Medellín | 2–2    | 3–1    |
| Q7    | Santa Fe               | 2–0         | Atlético Bucaramanga   | 1–0    | 1–0    |
| Q8    | Deportes Tolima        | 1–0         | Águilas Doradas        | 1–0    | 0–0    |

### Chave Q1
| 25 de agosto de 2021 | La Equidad | 1 – 0 | Llaneros |  |  |
|                      |            |       |          |  |  |

| 1 de setembro de 2021 | Llaneros | 0 – 0 | La Equidad |  |  |
|                       |          |       |            |  |  |

### Chave Q2
| 25 de agosto de 2021 | Atlético Nacional | 3 – 0 | Patriotas Boyacá |  |  |
|                      |                   |       |                  |  |  |

| 1 de setembro de 2021 | Patriotas Boyacá | 1 – 2 | Atlético Nacional |  |  |
|                       |                  |       |                   |  |  |

### Chave Q3
| 25 de agosto de 2021 | América de Cali | 0 – 0 | Jaguares |  |  |
|                      |                 |       |          |  |  |

| 1 de setembro de 2021 | Jaguares | 1 – 1 (5 − 6 pen.) | América de Cali |  |  |
|                       |          |                    |                 |  |  |

### Chave Q4
| 25 de agosto de 2021 | Junior de Barranquilla | 4 – 3 | Deportivo Pereira |  |  |
|                      |                        |       |                   |  |  |

| 1 de setembro de 2021 | Deportivo Pereira | 2 – 0 | Junior de Barranquilla |  |  |
|                       |                   |       |                        |  |  |

### Chave Q5
| 25 de agosto de 2021 | Deportivo Pasto | 3 – 1 | Alianza Petrolera |  |  |
|                      |                 |       |                   |  |  |

| 1 de setembro de 2021 | Alianza Petrolera | 2 – 3 | Deportivo Pasto |  |  |
|                       |                   |       |                 |  |  |

### Chave Q6
| 25 de agosto de 2021 | Deportivo Cali | 2 – 2 | Independiente Medellín |  |  |
|                      |                |       |                        |  |  |

| 1 de setembro de 2021 | Independiente Medellín | 1 – 3 | Deportivo Cali |  |  |
|                       |                        |       |                |  |  |

### Chave Q7
| 25 de agosto de 2021 | Santa Fe | 1 – 0 | Atlético Bucaramanga |  |  |
|                      |          |       |                      |  |  |

| 1 de setembro de 2021 | Atlético Bucaramanga | 0 – 1 | Santa Fe |  |  |
|                       |                      |       |          |  |  |

### Chave Q8
| 25 de agosto de 2021 | Deportes Tolima | 1 – 0 | Águilas Doradas |  |  |
|                      |                 |       |                 |  |  |

| 1 de setembro de 2021 | Águilas Doradas | 0 – 0 | Deportes Tolima |  |  |
|                       |                 |       |                 |  |  |

## Quartas de final
| Chave | Equipe 1          | Total       | Equipe 2        | Jogo 1 | Jogo 2 |
| ----- | ----------------- | ----------- | --------------- | ------ | ------ |
| S1    | La Equidad        | 0–2         | Deportes Tolima | 0–0    | 0–2    |
| S2    | Atlético Nacional | 2–2 (3−1 p) | Santa Fe        | 1–2    | 1–0    |
| S3    | América de Cali   | 2–3         | Deportivo Cali  | 2–2    | 0–1    |
| S4    | Deportivo Pereira | 4–4 (pro)   | Deportivo Pasto | 2–3    | 2–1    |

### Chave S1
| 8 de setembro de 2021 | La Equidad | 0 – 0 | Deportes Tolima |  |  |
|                       |            |       |                 |  |  |

| 15 de setembro de 2021 | Deportes Tolima | 2 – 0 | La Equidad |  |  |
|                        |                 |       |            |  |  |

### Chave S2
| 8 de setembro de 2021 | Santa Fe | 2 – 1 | Atlético Nacional |  |  |
|                       |          |       |                   |  |  |

| 15 de setembro de 2021 | Atlético Nacional | 1 – 0 (3 − 1 pen.) | Santa Fe |  |  |
|                        |                   |                    |          |  |  |

### Chave S3
| 8 de setembro de 2021 | América de Cali | 2 – 2 | Deportivo Cali |  |  |
|                       |                 |       |                |  |  |

| 15 de setembro de 2021 | Deportivo Cali | 1 – 0 | América de Cali |  |  |
|                        |                |       |                 |  |  |

### Chave S4
| 8 de setembro de 2021 | Deportivo Pasto | 3 – 1 | Deportivo Pereira |  |  |
|                       |                 |       |                   |  |  |

| 15 de setembro de 2021 | Deportivo Pereira | 2 – 1 | Deportivo Pasto |  |  |
|                        |                   |       |                 |  |  |

## Semifinal
| Chave | Equipe 1          | Total     | Equipe 2          | Jogo 1 | Jogo 2 |
| ----- | ----------------- | --------- | ----------------- | ------ | ------ |
| F1    | Deportes Tolima   | 4–5 (pro) | Deportivo Pereira | 0–0    | 4–5    |
| F2    | Atlético Nacional | 3–2       | Deportivo Cali    | 2–2    | 1–0    |

### Chave F1
| 6 de outubro de 2021 | Deportes Tolima | 0 – 0 | Deportivo Pereira |  |  |
|                      |                 |       |                   |  |  |

| 20 de outubro de 2021 | Deportivo Pereira | 5 – 4 | Deportes Tolima |  |  |
|                       |                   |       |                 |  |  |

### Chave F2
| 6 de outubro de 2021 | Deportivo Cali | 2 – 2 | Atlético Nacional |  |  |
|                      |                |       |                   |  |  |

| 20 de outubro de 2021 | Atlético Nacional | 1 – 0 | Deportivo Cali |  |  |
|                       |                   |       |                |  |  |

## Final
| Chave | Equipe 1          | Total | Equipe 2          | Jogo 1 | Jogo 2 |
| ----- | ----------------- | ----- | ----------------- | ------ | ------ |
|       | Deportivo Pereira | 1–5   | Atlético Nacional | 0–5    | 1–0    |

### Jogo de ida
| 10 de novembro de 2021 | Atlético Nacional | 5 – 0 | Deportivo Pereira |  |  |
|                        |                   |       |                   |  |  |

### Jogo de volta
| 24 de novembro de 2021 | Deportivo Pereira | 1 – 0 | Atlético Nacional |  |  |
|                        |                   |       |                   |  |  |

## Premiação
| Copa da Colômbia de Futebol de 2021    |
| -------------------------------------- |
| Atlético Nacional Campeão (5.º título) |